# 阿爾斯克區

阿爾斯克區在韃靼斯坦共和國的位置

56°12′N 49°51′E / 56.200°N 49.850°E
阿爾斯克區（俄语：Арский район），是俄羅斯韃靼斯坦共和國的一個區，位於該國北部，始建於1930年9月10日，面積1,843.6平方公里，2010年人口51,667，人口密度每平方公里28.03人。